# Bồ-đề

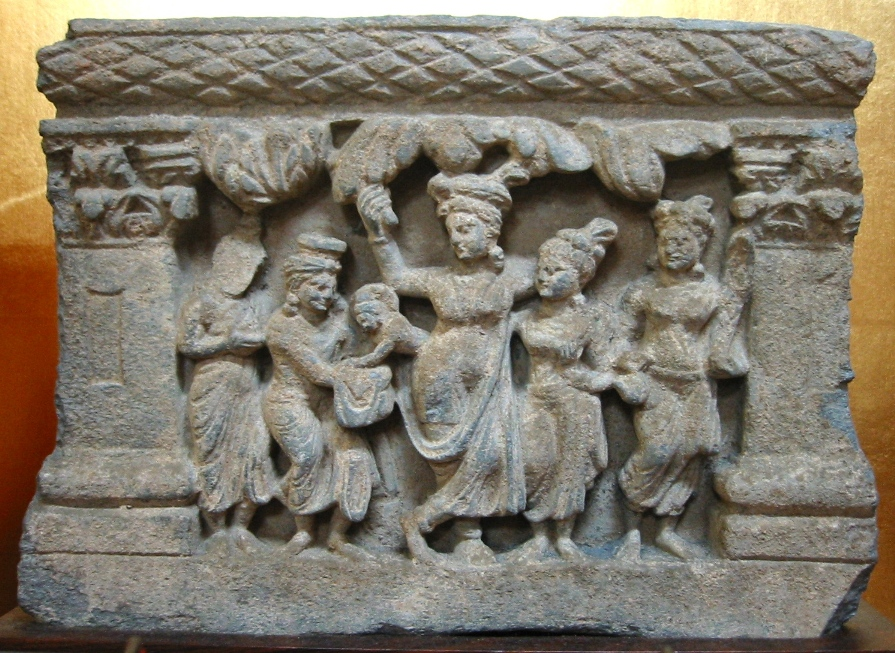
Hoàng hậu Maya cầm một nhánh cây bồ-đề, khi Tất-đạt-đa Cồ-đàm chào đời, Gandhara, thế kỷ 2 - 3 TCN

Bồ-đề (chữ Hán: 菩提, tiếng Phạn và tiếng Pali: बोधि bodhi) là danh từ dịch âm từ tiếng Phạn bodhi, dịch nghĩa là Tỉnh thức, Giác ngộ (chữ Hán: 覺悟). Trong thời Phật giáo nguyên thủy, Bồ-đề là từ chỉ trạng thái chứng được bốn cấp Thánh đạo (sa. āryamārga) bằng cách hành trì 37 Bồ-đề phần và diệt trừ Vô minh, thông suốt được Tứ diệu đế. Trong Tiểu thừa (hīnayāna), Bồ-đề là chứng được Tứ diệu đế, thoát khổ. Ở đây người ta phân biệt ba giai đoạn: tu và chứng quả Thanh văn thừa (śrāvakayāna), tu và chứng quả Độc giác Phật (pratyekabuddha) và cuối cùng là đạt quả vị Tam-miệu-tam-phật-đà ( samyaksaṃbuddha), là quả vị Phật vô thượng, đạt Nhất thiết trí (sarvajñatā), có khi gọi là Đại bồ-đề (mahābodhi).
Trong Đại thừa, Bồ-đề được hiểu là trí huệ nhận ra rằng không có sự sai khác giữa Niết-bàn (nirvāṇa) và Luân hồi (saṃsāra), giữa khách thể và chủ thể. Bồ-đề là chứng được trí Bát-nhã (prajñā), nhận ra Phật tính của chính mình hay của muôn loài, nhận ra tính Không của thế gian, nhận biết "sự thật như nó là" (chân như). Đại thừa phân biệt ra ba loại Bồ-đề: giác ngộ cho chính mình (giác ngộ của một vị A-la-hán), giải thoát cho chúng sinh (giác ngộ của một vị Bồ Tát) và giác ngộ hoàn toàn của một vị Phật. Trong quan điểm này, mỗi trường phái Đại thừa lại có một cách giải thích khác nhau.